# Torydemokrati
Torydemokrati  (en. Primrose League)  er et progressivt og reformpolitisk program fremsat af den britiske konservative politiker Randolph Churchill omkring 1883 for at vinde den almindelige befolkning for det partiets sociale reformer.